# Hempel Fonden
Hempel Fonden er en dansk erhvervsdrivende fond. Hempel Fonden blev oprettet af Jørgen Christian Hempel, grundlæggeren af Hempelkoncernen, i 1948, da han besluttede at placere ejerskabet af sin virksomhed i en fond.
Fondens primære formål er at sikre det økonomiske fundament for koncernens drift og udvikling. Det er Hempelkoncernen, der udgør det primære økonomiske grundlag for fondens filantropiske arbejde.
Hempel Fonden arbejder internationalt for at skabe varige forandringer inden for uddannelse og biodiversitet. Fonden samarbejder med organisationer, der styrker børns grundlæggende læring og beskytter nogle af klodens mest truede økosystemer gennem effektive og langsigtede indsatser.
I henhold til fondens fundats arbejder Hempel Fonden primært med tre områder:
- at skabe adgang til basisuddannelse for børn i nogle af verdens mest udsatte områder
- at facilitere videnskabelig forskning i coating teknologi – primært gennem det uafhængige forskningscenter CoaST på DTU
- at bidrage til at bevare naturens mangfoldighed (biodiversitet)

Derudover bevilger fonden støtte til forskellige projekter i Danmark på baggrund af ansøgninger.
Hempel Fonden er baseret i København i Hempels tidligere hovedkvarter.